# Maja Tatić
Maja Tatić (cirílico sérvio : Маја Татић) (nascida em 30 de outubro de 1970 em Belgrado , Sérvia , ex- Jugoslávia- ) é uma cantora sérvia. Ela ficou conhecida por ter  representado a Bósnia e Herzegovina no Festival Eurovisão da Canção 2002

## Carreira artística
Apesar de ter nascido em Belgrado, Maja foi criada e educada em Banja Luka, Bósnia e Herzegovina. Com sete anos de idade, ela ganhou um concurso da canção para crianças. Estudou guitarra numa escola de música, e começou sua carreira profissional como cantora quando ela tinha 17 anos. Tatic cantou em bandas como "Monaco", "Sonus" e "Skitnice".
Em 1992, foi para as Ilhas Canárias, onde participou em diversos espetáculos, onde interpretava canções dos ABBA , Tina Turner e Shania Twain . Ela esteve atuando lá durante anos.
Em 2002, Tatic foi escolhida para representar a Bósnia e Herzegovina no Festival Eurovisão da Canção 2002 com a canção " Na jastuku za dvoje ". Depois disso, ela participou em vários festivais nos Balcãs .Tatic gravou o seu primeiro álbum em 2004 e está preparando seu segundo  álbum solo.

## Discografia
- Lagali su me (2004)